# Christopher Greer
Christopher Michael Greer (Corpus Christi, 27. srpnja 1980.), američki je nogometaš.
Nogometnu karijeru započeo u različitim američkim sveučilišnim ekipama, da bi seniorske nastupe započeo u sveučilišnoj momčadi DePaul University Men´s Soccer iz Chicaga. 
2002.godine dolazi u Europu u potrazi za angažmanom, tako se okušao u krakovskoj Wisli, praškoj Sparti, slovačkom Trenčinu, a proljeća 2004. godine igra u Prvoj HNL gdje nastupa za vinkovačku HNK Cibaliu i u 13 nastupa postiže 7 zgoditaka. Na utakmici protiv koprivničkog Slavena 27. ožujka 2004. je bio teže ozlijeđen zbog oštrog starta Slavenovog kapetana Pave Crnca.
Na kraju sezone klub ispada u niži rang, pa Greer napušta klub. U periodu 2005. – 2006. boravi u kampovima za mlade igrače Krakovica Krakow, Karlsruher, Montpellier i  Wolverhampton Wanderers gdje je radio kao trener mlađih dobnih uzrasta.
Trenutačno je van nogometa, živi i radi u sektoru građevine u San Antoniu u Teksasu.

## Vanjske poveznice
- Profil  Arhivirana inačica izvorne stranice od 3. lipnja 2008. (Wayback Machine) na 1hnl.net
- Profil na hrnogomet.com